# لوکینا
لوکینا (به قزاقی: Lukina) یک رود در قزاقستان است.